# Келару, Диана
Диана Келару (рум. Diana Maria Chelaru; род. 15 августа 1993 года, Онешти, Румыния) — румынская гимнастка. Трёхкратный призёр Чемпионатов Европы, серебряный призёр Чемпионата мира в вольных упражнениях, бронзовый призёр Олимпийских игр 2012 года в Лондоне в командном первенстве.

## Спортивная карьера

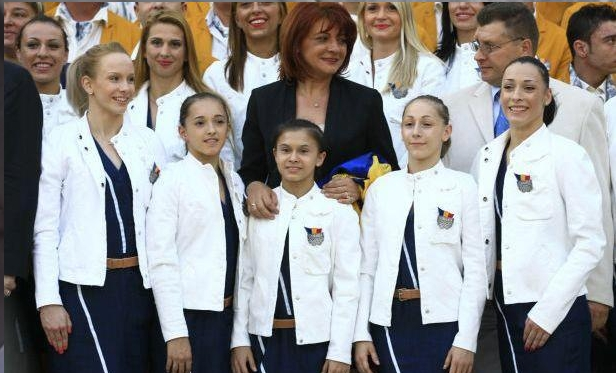
Диана Келару с Олимпийской командой Румынии, 2012 г.

Келару начала тренироваться в клубе CSS Onesti под руководством румынских тренеров Елены Драгомир, Октавиана Теодору и Иоанна Драгомира. В 2005 году она вошла в состав национальной юношеской сборной, в которой она тренировалась под руководством Аурика Нистора, Лакрамиора Молдавана, Кристиана Молдавана, Кармен Богаси, Ингрид Истрат и Даниэля Нистора. В 2008 году она переехала в Национальный учебный центр Дэва.

### 2009
В апреле Келару соревновались на Чемпионате Европы по спортивной гимнастике 2009 в Милане, Италия. Она заняла четырнадцатое в многоборье с результатом 54,500.
В октябре Келару соревновались на Чемпионате мира по спортивной гимнастике 2009 в Лондоне, Великобритания. Она заняла 15 место в опорном прыжке с результатом 13,562 и 15 место в вольных упражнениях 13,475.

### 2010
В апреле Келару соревновались на Чемпионате Европы по спортивной гимнастике 2010 в городе Бирмингем, Великобритания. В командном первенстве её результаты, в опорном прыжке — 14,250 и в вольных упражнениях — 14,200, привели сборную команду Румынии к третьему месту. В личных финалах она показала хорошие результаты, заняв четвёртое место в опорном прыжке с результатом 14,062 и третье в вольных упражнениях с результатом 14,125.
В сентябре, на Кубоке мира в Генте, Германия, она заняла второе место в опорном прыжке с результатом 13,750 и пятое в вольных упражнениях с результатом 13,275. В конце сентября, Келару участвовала в Национальном первенстве и заняла второе место в многоборье с результатом 56,700.
В октябре Келару соревновались в Чемпионате мира по спортивной гимнастике 2010 в Роттердаме, Нидерланды. В финале командного первенства она заняла с командой Румынии четвёртое место. В личных финалах она заняла седьмое место в опорном прыжке (14,066) и второе в вольных упражнениях (14,766).

### 2011
В марте Келару соревновались в художественной Кубка мира по спортивной гимнастике в Париже, Франция. Она заняла третье место на хранилище 14,633 забил и второй на полу, забив 14,017.
В апреле Келару соревновались на 2011 Европейский чемпионат Художественная гимнастика в Берлине, Германия. Она заняла четвёртое место в многоборье с результатом 56,325 и второй на бревне со счетом 14,475.
В октябре Келару соревновались на 2011 World Художественная гимнастика чемпионат в Токио, Япония. Она способствовала десятки 14,566 на 14,233 хранилище и на полу на четвёртое место команда румынского. индивидуально, она положила восьмое место в полу окончательного со счетом 14,200.

### 2012
В марте Келару соревновались в американском Cup в Нью-Йорке, США. Она заняла пятое место в многоборью со счетом 56,100.
Позже, в марте, Келару соревновались в мира по спортивной гимнастике Кубок события в Котбус, Германия. Она заняла седьмое место на хранилище со счетом 13,500 , и в первую очередь на полу со счетом 14,375.
В апреле Келару соревновались на международной встрече против Франции в Шоле, Франция. Она помогла Румынии выиграть в командном зачете и индивидуально она заняла четвёртое место с кругом счетом 55,000.
Позже, в апреле, Келару соревновались на международной встрече против Германии и Соединенного Королевства в Ульме, Германия. Она помогла Румынии выиграть в командном зачете и индивидуально она заняла третье место с результатом 54,750.
В начале июля Келару соревновались на международной встречи против Франции, Германии и Италии в Бухаресте, Румыния. Она помогла Румынии выиграть в командном зачете.

### Олимпийские игры в Лондоне
В конце июля Келару соревновалась на летних Олимпийских играх 2012 в Лондоне, Великобритания. В квалификации выступила на разновысоких брусьях, опорном прыжке и вольных упражнениях. В финале командного многоборья выступила на разновысоких брусьях с оценкой 13,633. Команда Румынии заняла третье место.

### Уход из спорта
После Олимпиады в Лондоне, Диана была вынуждена завершить карьеру. В настоящее время она работает тренером в Брашове.